# Scincinae
Scincinae  (лат.) — подсемейство ящериц из семейства сцинковых.

## Описание
Длина тела без хвоста варьирует от 2,9 см у Madascincus nanus до 34 см у фейлинии Куррора (Feylinia currori). У многих видов наблюдается редукция пальцев или конечностей и удлинение тела, что является приспособлением к роющему образу жизни. Все азиатские виды яйцекладущие, при этом у некоторых из них самки охраняют кладки. Имеются также живородящие виды, а Proscelotes arnoldi может в разных условиях как откладывать яйца, так и рождать детёнышей.

## Ареал
Представители подсемейства распространены в Южной Европе, Африке, на Ближнем Востоке, на островах Индийского океана и в Центральной и Южной Америке.

## Классификация
В подсемействе Scincinae 35 родов с 295 видами:
- Amphiglossus — Мальгашские сцинки
- Androngo — Андронги
- Ateuchosaurus — Атеухозаурусы
- Barkudia — Баркудии
- Brachymeles — Филиппинские сцинки
- Chabanaudia — Шабанаудии
- Chalcides — Халциды
- Chalcidoseps — Цейлонские четырёхпалые сцинки
- Eumeces — Длинноногие сцинки
- Eurylepis — Щитковые сцинки[5]
- Feylinia — Слепые сцинки
- Gongylomorphus — Маскаренские сцинки
- Hakaria
- Janetaescincus — Малые сейшельские сцинки
- Jarujinia
- Madascincus
- Melanoseps — Африканские безногие сцинки
- Mesoscincus
- Nessia — Цейлонские сцинки
- Ophiomorus — Змееящерицы
- Pamelaescincus — Большие сейшельские сцинки
- Paracontias — Параконтиасы
- Plestiodon — Плестиодоны[5]
- Proscelotes — Просцелотесы
- Pseudoacontias — Псевдоконтиасы
- Pygomeles — Пигомелесы
- Scelotes — Сцелотесы
- Scincopus — Сцинкопусы
- Scincus — Настоящие сцинки
- Scolecoseps — Сколекосепсы
- Sepsina — Сепсины
- Sepsophis — Сепсофисы
- Sirenoscincus
- Typhlacontias — Слепосцинки
- Voeltzkowia — Велтцковии